# Chris Wolfe
Chris Wolfe est un astronome américain.

## Biographie
Chris Wolfe est devenu un découvreur prolifique d'astéroïdes durant ses années d'études à l'Institut de Technologie Rose-Hulman de Terre Haute dans l'Indiana aux États-Unis,.
Le Centre des planètes mineures lui crédite la découverte de vingt-neuf astéroïdes, découvertes effectuées en 2000 et 2001, dont une avec la coopération d'Emanuel Bettelheim, lui-même étudiant à l'Institut de Technologie de Rose-Hulman.
| (32564) Glass        | 20 août 2001      |
| (32569) Deming       | 20 août 2001      |
| (32570) Peruindiana  | 20 août 2001      |
| (32571) Brayton      | 20 août 2001      |
| (34137) Lonnielinda  | 21 août 2000      |
| (34738) Hulbert      | 20 août 2001      |
| (43592) 2001 QC72    | 20 août 2001      |
| (51911) 2001 QD68    | 20 août 2001      |
| (55051) 2001 QT68    | 20 août 2001      |
| (55052) 2001 QU68    | 20 août 2001      |
| (55053) 2001 QV68    | 20 août 2001      |
| (55221) Nancynoblitt | 11 septembre 2001 |
| (57219) 2001 QY71    | 20 août 2001      |
| (57292) 2001 QV174   | 21 août 2001      |
| (61403) 2000 QG9     | 25 août 2000      |
| (63605) 2001 QE68    | 20 août 2001      |
| (77796) 2001 QL68    | 20 août 2001      |
| (77856) Noblitt      | 11 septembre 2001 |
| (88432) 2001 QR68    | 20 août 2001      |
| (88433) 2001 QS68    | 20 août 2001      |
| (109183) 2001 QO68   | 20 août 2001      |
| (119180) 2001 QN68   | 20 août 2001      |
| (131439) 2001 QK68   | 20 août 2001      |
| (139557) 2001 QF68   | 20 août 2001      |
| (139558) 2001 QJ68   | 20 août 2001      |
| (148604) Shobbrook   | 11 septembre 2001 |
| (165722) 2001 QP68   | 20 août 2001      |
| (225687) 2001 QG68   | 20 août 2001      |